# Nechválova Polianka, Humenné
Nechválova Polianka este o comună slovacă, aflată în districtul Humenné din regiunea Prešov, pe malul râului Nechválka⁠(d). Localitatea se află la altitudinea de 294 m deasupra n.m., se întinde pe o suprafață de 12,73 km2 și în 2017 număra 74 de locuitori.

## Istoric
Localitatea Nechválova Polianka este atestată documentar din 1547.

## Demografie
| An:                | 1994 | 2004    | 2014    | 2024    |
| ------------------ | ---- | ------- | ------- | ------- |
| Număr de persoane: | 165  | 127     | 83      | 104     |
| Diferență:         |      | −23,03% | −34,64% | +25,30% |

| An:                | 2023 | 2024   |
| ------------------ | ---- | ------ |
| Număr de persoane: | 107  | 104    |
| Diferență:         |      | −2,80% |